# Aralia californica
Espèce
Classification phylogénétique
Aralia californica est une espèce de plantes à fleurs de la famille des Araliaceae. C'est le seul membre de cette famille originaire de Californie et du Sud-Est de l'Oregon. C'est une grande herbe aussi appelée Aralie de Californie.

## Description
C'est une plante herbacée vivace à feuilles caduques dont la tige atteint 2 à 3 m en hauteur et n'est pas lignifiée. La tige porte de grandes feuilles pennées ou bipennées de 1 à 2 m en longueur et 1 m en largeur, les folioles mesurent 15 à 30 cm de long et 7 à 15 cm en largeur.